# VFTS 682
Désignations
VFTS 682, premièrement nommée UCAC4 105-014417, est une étoile de Wolf-Rayet qui se situe à 164 000 années-lumière (50 000 parsec) de la Terre, dans nébuleuse de la Tarentule, au nord-est de l'amas d'étoiles massives R136a. VFTS 682 est l'une des étoiles les plus massives et lumineuses connues, sa masse est estimée à 138 M☉ et sa luminosité est de 3,2 millions de L☉.

## Découverte
VFTS 682 est une source infrarouge de premier plan dans le Grand Nuage de Magellan et a été cataloguée à plusieurs reprises. En 1992, elle a été identifiée comme entrée 153 dans une liste de protoétoiles. En 2009, VFTS 682 a encore été identifiée comme un probable jeune objet stellaire à cause de sa luminosité infrarouge exceptionnelle. L'étude Very Large Telescope Flames Tarentula Survey (VFTS) a examiné en détail 800 étoiles massives et a déterminé un type spectral de WN5h pour VFTS 682. La luminosité infrarouge de VFTS 682 est fortement rougie et visuellement plus faible que d'autres étoiles de luminosité et de température similaires dans la région de l'amas d'étoile 30 Doradus.

## Existence
VFTS 682 se trouve dans la grande région de formation d'étoiles de la nébuleuse de la Tarentule, mais cette dernière n'est pas dans un amas massif et dense. L'existence de ces étoiles extrêmement massives et extrêmement jeunes dans un certain isolement est inattendue puisque ces étoiles ne devraient se former qu'à partir des nuages moléculaires les plus massifs et les plus denses et donc, elles devraient se former en grands groupes tels que R136 à la suite d'une accrétion compétitive ou de fusions stellaires. La formation d'étoiles massives isolées nécessiterait différents modèles pour permettre l'accrétion de disques monolithiques d'étoiles très massives. VFTS 682 est suffisamment proche de R136 pour qu'elle s'y soit formé et ait été éjecté par une action avec un autre astre. Aucun choc d'étrave n'a été détecté et elle a une vitesse spatiale inférieure à la plupart des étoiles en fuite, mais suffisamment grande et dans la bonne direction pour qu'elle puisse provenir de R136.

## Propriétés physiques
La masse élevée de l'étoile de 138 M☉ comprime son noyau à une température élevée et provoque une fusion très rapide via le cycle carbone-azote-oxygène, conduisant à la luminosité extrêmement élevée de 3,2 millions de L☉. L'étoile possède un rayon de 22 R☉, mais en raison de sa température élevée, elle émet 3,2 millions de fois plus d'énergie, principalement aux longueurs d'onde ultraviolettes, de sorte qu'elle n'est que 43 000 fois visuellement plus lumineuse que le soleil. Près de 99% (AV = 4,5) du rayonnement ultraviolet et visuel sont alors bloqués par la matière interstellaire intermédiaire. La luminosité, le rayonnement UV intense et la composition chimique des couches de la photosphère se traduisent par un vent stellaire d'une vitesse pouvant atteindre 2 600 km/s.

## Évolution
Des étoiles aussi massives que VFTS 682 avec une métallicité typique des étoiles massives du Grand Nuage de Magellan conserveront une structure chimique quasi homogène en raison d'une forte convection et d'un mélange rotationnel,. Cela produit une forte amélioration de l'abondance de surface d'hélium et d'azote même pendant la combustion de l'hydrogène du cœur. Leurs taux de rotation diminueront également de manière significative en raison de la perte de masse et de l'inflation de l'enveloppe, de sorte que les sursauts gamma sont peu probables lorsque ce type d'étoile atteint l'effondrement du cœur,. On s'attend à ce que les étoiles très massives se développent directement à partir de jeunes étoiles riches en hydrogène présentant un spectre Of ou WNh qui évolueront en étoiles Wolf-Rayet classiques pauvres en hydrogène, éventuellement avec une courte période de variabilité en tant que variable lumineuse bleue,. Elles continueront à perdre rapidement de la masse, en passant par les étages WN, WC et WO avant d'exploser en supernova de type Ic et de laisser derrière eux un trou noir stellaire ou intermédiaire. On ne sait pas si la supernova résultante serait sous-lumineuse, voire invisible, à la suite de l'effondrement du cœur dans le trou noir nouvellement formé, ou sur-lumineuse en raison d'une grande masse de Ni56 radioactif éjecté. La durée de vie totale serait d'environ 2 à 3 millions d'années, le dernier demi-million d'années étant passé comme une étoile Wolf Rayet brûlant de l'hélium au cœur et une très courte période brûlant des éléments plus lourds,.